# ジョニー・デルカ
- ジョニー・デルーカ

ジョナサン・デービス・デルカ（Jonathan Davis DeLuca, 1998年7月10日 - ）は、アメリカ合衆国カリフォルニア州サウザンドオークス出身のプロ野球選手（外野手）。右投右打。MLBのタンパベイ・レイズ所属。メディアによっては「デルーカ」と表記されることもある。

## 経歴

### プロ入り前
2017年のMLBドラフト39巡目（全体1156位）でミネソタ・ツインズから指名されたが、この時は契約せずにオレゴン大学へ進学した。

### プロ入りとドジャース時代
2019年のMLBドラフト25巡目（全体761位）でロサンゼルス・ドジャースから指名されプロ入り。契約後、傘下のルーキー級アリゾナリーグ・ドジャースでプロデビュー。26試合に出場して打率.273、1本塁打、13打点、9盗塁を記録した。
2020年は新型コロナウイルスの影響でマイナーリーグの試合が開催されなかったため、公式戦の出場は無かった。
2021年はA級ランチョクカモンガ・クエークスとA+級グレートレイクス・ルーンズでプレーし、2球団合計で101試合に出場して打率.264、22本塁打、64打点、20盗塁を記録した。
2022年はA+級グレートレイクスとAA級タルサ・ドリラーズでプレーし、2球団合計で98試合に出場して打率.260、25本塁打、71打点、17盗塁を記録した。オフの11月15日にはルール・ファイブ・ドラフトでの流出を防ぐために40人枠入りした。
2023年はAA級タルサで開幕を迎えた。AAA級オクラホマシティ・ドジャースを経て6月4日にメジャー初昇格を果たすと、7日のシンシナティ・レッズ戦にて「7番・中堅手」で先発出場してメジャーデビュー。この年メジャーでは24試合に出場して打率.262、2本塁打、6打点、1盗塁を記録した。

### レイズ時代
2023年12月16日にタイラー・グラスノー、マニュエル・マーゴットとのトレードで、ライアン・ペピオと共にタンパベイ・レイズへ移籍した。

## プレースタイル
パワーとスピードを兼ね備え、外野の3ポジションをこなせる。課題は右投手相手時の打席アプローチが挙げられる。

## 詳細情報

### 年度別打撃成績
| 年 度    | 球 団    | 試 合 | 打 席 | 打 数 | 得 点 | 安 打 | 二 塁 打 | 三 塁 打 | 本 塁 打 | 塁 打 | 打 点 | 盗 塁 | 盗 塁 死 | 犠 打 | 犠 飛 | 四 球 | 敬 遠 | 死 球 | 三 振 | 併 殺 打 | 打 率 | 出 塁 率 | 長 打 率 | O P S |
| -------- | -------- | ----- | ----- | ----- | ----- | ----- | -------- | -------- | -------- | ----- | ----- | ----- | -------- | ----- | ----- | ----- | ----- | ----- | ----- | -------- | ----- | -------- | -------- | ----- |
| 2023     | LAD      | 24    | 45    | 42    | 5     | 11    | 1        | 0        | 2        | 18    | 6     | 1     | 0        | 0     | 0     | 3     | 0     | 0     | 8     | 0        | .262  | .311     | .429     | .740  |
| 2024     | TB       | 107   | 362   | 332   | 29    | 72    | 12       | 4        | 6        | 110   | 31    | 16    | 6        | 2     | 0     | 24    | 1     | 4     | 77    | 1        | .217  | .278     | .331     | .609  |
| MLB：2年 | MLB：2年 | 131   | 407   | 374   | 34    | 83    | 13       | 4        | 8        | 128   | 37    | 17    | 6        | 2     | 0     | 27    | 1     | 4     | 85    | 1        | .222  | .281     | .342     | .623  |

- 2024年度シーズン終了時

### 年度別守備成績
| 年 度 | 球 団 | 左翼（LF） | 左翼（LF） | 左翼（LF） | 左翼（LF） | 左翼（LF） | 左翼（LF） | 中堅（CF） | 中堅（CF） | 中堅（CF） | 中堅（CF） | 中堅（CF） | 中堅（CF） | 右翼（RF） | 右翼（RF） | 右翼（RF） | 右翼（RF） | 右翼（RF） | 右翼（RF） |
| 年 度 | 球 団 | 試 合      | 刺 殺      | 補 殺      | 失 策      | 併 殺      | 守 備 率   | 試 合      | 刺 殺      | 補 殺      | 失 策      | 併 殺      | 守 備 率   | 試 合      | 刺 殺      | 補 殺      | 失 策      | 併 殺      | 守 備 率   |
| ----- | ----- | ---------- | ---------- | ---------- | ---------- | ---------- | ---------- | ---------- | ---------- | ---------- | ---------- | ---------- | ---------- | ---------- | ---------- | ---------- | ---------- | ---------- | ---------- |
| 2023  | LAD   | 9          | 12         | 2          | 1          | 1          | .933       | 8          | 13         | 0          | 0          | 0          | 1.000      | 7          | 6          | 0          | 0          | 0          | 1.000      |
| 2024  | TB    | 12         | 17         | 1          | 0          | 0          | 1.000      | 43         | 97         | 1          | 0          | 0          | 1.000      | 57         | 105        | 4          | 2          | 2          | .982       |
| MLB   | MLB   | 21         | 29         | 3          | 1          | 1          | .970       | 51         | 110        | 1          | 0          | 0          | 1.000      | 64         | 111        | 4          | 2          | 2          | .983       |

- 2024年度シーズン終了時

### 背番号
- 89（2023年）
- 21（2024年 - ）